# 錫達格羅夫 (密西西比州)
錫達格羅夫（英語：Cedar Grove）是位於美國密西西比州牛頓縣的非建制地區。

## 地理
錫達格羅夫所處的海拔為高於海平面141米（即463英呎），而該地所採用的時區為UTC-6，即北美中部時區（CST）。同時該地設有夏令時間，為UTC-6調快一小時，即UTC-5（CDT）。